# Donald H. Bochkay
Donald Harlow Bochkay (19 tháng 9 năm 1916 – 9 tháng 1 năm 1981) là một phi công ách thuộc Không lực Lục quân Hoa Kỳ. Trong Thế chiến II, ông được công nhận đã phá hủy 13 máy bay quân địch trong các trận không chiến, trong đó có hai chiếc Messerschmitt Me 262 chạy bằng động cơ phản lực.

## Đầu đời
Donald Harlow Bochkay sinh ngày 19 tháng 9 năm 1916 tại Ashtabula, Ohio, gốc Hungary. Năm 9 tuổi, ông cùng gia đình chuyển đến Thung lũng San Fernando ở California, và năm 1935, ông tốt nghiệp Trường Trung học Hollywood ở Los Angeles.

## Binh nghiệp
Năm 1940, Bochkay gia nhập quân đội Hoa Kỳ và được bổ nhiệm làm binh nhì thuộc Sư đoàn Bộ binh số 7 ở Fort Ord, California. Năm 1941, ông được chuyển sang Chương trình Học viên sĩ quan Hàng không của Quân đoàn Không lực Lục quân Hoa Kỳ. Vào tháng 4 năm 1943, ông được sắc phong hàm thiếu úy và nhận phù hiệu phi công.

### Thế chiến II

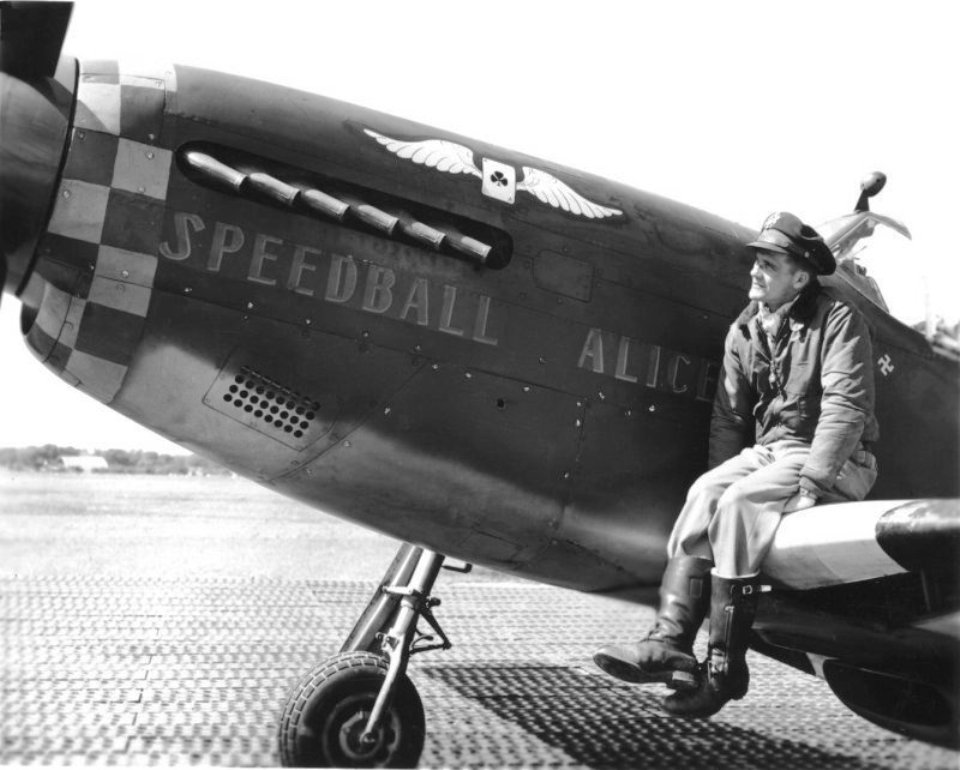
Bochkay với chiếc P-51B "Speedball Alice".

Sau khi hoàn thành khóa huấn luyện bay, Bochkay được chỉ định làm phi công chiếc Bell P-39 Airacobra cùng Phi đoàn chiến đấu số 363 thuộc Liên đoàn chiến đấu số 357 ở Tonopah, Nevada vào tháng 5 năm 1943. Vào tháng 11 năm 1943, Liên đoàn chiến đấu số 357 được chỉ định đến Mặt trận Tác chiến Châu Âu và đóng quân tại Không quân Hoàng gia Leiston ở Anh, đơn vị này được trang bị những chiếc North American P-51 Mustang hoạt động bằng cánh quạt.
Vào ngày 5 tháng 3 năm 1944, trên bầu trời Bordeaux, Pháp, Bochkay và hai phi công khác cùng nhau bắn hạ một chiếc Focke-Wulf Fw 190. Vào ngày 6 tháng 3, trong một cuộc hộ tống máy bay ném bom qua Berlin, Đức, ông bắn hạ hai chiếc Messerschmitt Bf 110 hai động cơ, hai chiến công thực hiện một mình đầu tiên của ông. Vào tháng 4, ông bắn hạ thêm hai máy bay quân địch. Vào ngày 29 tháng 6, ông bắn hạ một chiếc Messerschmitt Bf 109 trên bầu trời Schöningen, Đức, chiến công thứ năm và nhận danh hiệu phi công ách.
Ngày 5 tháng 7, trong một nhiệm vụ chiến đấu trên bầu trời Rouen, Pháp, ông bắn hạ một chiếc Bf 109 và Fw 190. Trước khi hết tháng 7, ông bắn hạ thêm hai máy bay quân địch. Vào tháng 8, ông trở về Hoa Kỳ nghỉ phép. Vào tháng 10, ông quay trở lại Liên đoàn số 357 và vào ngày 5 tháng 12, ông bắn hạ hai chiếc Fw 190 ở phía tây bắc Berlin, nâng tổng chiến công lên 11.

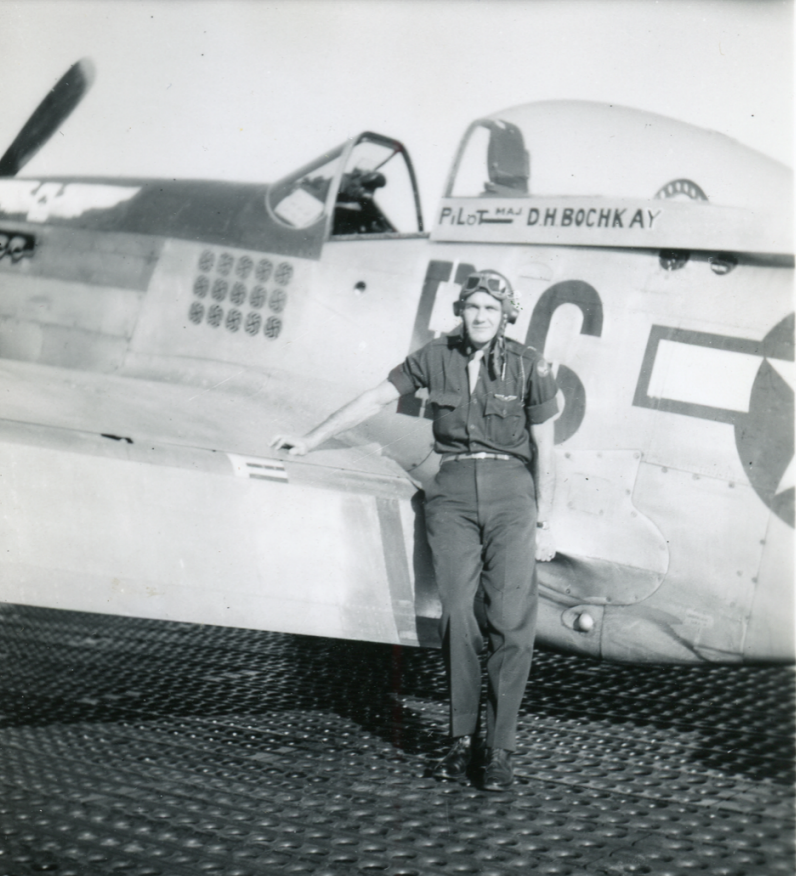
Bochkay bên chiếc P-51D "Winged Ace of Clubs".

Vào tháng 2 năm 1945, Bochkay được bổ nhiệm làm tư lệnh Phi đoàn chiến đấu số 363. Vào ngày 9 tháng 2, trong cuộc hộ tống máy bay tiêm kích B-17 Flying Fortress thuộc Sư đoàn Không quân số 3 trên Fulda, Đức, một đội hình gồm 4 chiếc Messerschmitt Me 262 hoạt động bằng động cơ phản lực bị phát hiện 4.000 ft dưới máy bay tiêm kích hộ tống. Bochkay thả thùng nhiên liệu chiếc P-51 của mình và đuổi theo chiếc Me 262 cùng với người phi công yểm trợ, Đại úy James W. Browning. Những chiếc Me 262 chia thành từng cặp với Bochkay và Browning đuổi theo mỗi chiếc. Bochkay đuổi theo chiếc Me 262 ở độ cao hơn 28.000 ft; khi họ bay song song, các máy bay phản lực leo dốc rẽ sang bên phải. Ông tiếp tục lao vào chúng và vượt quá trước khi rẽ phải và xác định vị trí về phía một trong những chiếc Me 262. Ở khoảng cách 300 thước, ông bắn vào chiếc Me 262 khi nó tăng tốc vượt khỏi tầm bắn. Máy bay phản lực rẽ trái, tạo điều kiện cho Bochkay bắn phát súng vào buồng lái của chiếc Me 262 khiến phi công thiệt mạng. Chiếc Me 262 bị rơi, Bochkay lập chiến công đầu tiên trước một chiếc máy bay phản lực. Bochkay cố gắng đuổi theo một chiếc Me 262 khác lao vào một nhóm chiếc P-51 trước khi máy bay của ông cạn kiệt đạn. Ông trở lại một chiếc P-51 khác để quay về căn cứ sau khi Browning tử trận.
Vào ngày 18 tháng 4 năm 1945, Bochkay bắn hạ một chiếc Me 262 khác đang cất cánh từ Sân bay Ruzyně ở Praha, Tiệp Khắc, đây là chiến công thứ mười ba và cuối cùng của ông trong chiến tranh.
Trong Thế chiến II, Bochkay thực hiện tổng cộng 123 nhiệm vụ chiến đấu và được công nhận khi đã phá hủy 13,83 máy bay quân địch trong không chiến cộng với 2 chiếc chung, và 1 chiếc bị phá hủy trên mặt đất khi oanh tạc các sân bay của quân địch. Khi phục vụ trong Phi đoàn số 357, ông điều khiển các chiếc P-51 mang tên "Alice in Wonderland," "Speedball Alice," và "Winged Ace of Clubs."

### Hậu chiến
Sau khi Thế chiến II kết thúc, Bochkay rời quân ngũ. Năm 1956, ông trở lại phục vụ trong Không quân Hoa Kỳ và giải ngũ năm 1970, với quân hàm trung tá.

## Qua đời
Sau khi giải ngũ khỏi quân đội vào năm 1970, Bochkay đến thăm căn cứ Thế chiến II trước đó của mình tại RAF Leiston. Ghi chép trong một bức thư với những ký ức về Thế chiến II của ông ở căn cứ và sự hoang tàn sau 25 năm chiến tranh kết thúc, Bochkay kết thúc bức thư với lời nhắn, "Có một chuyến đi tốt đẹp nếu bạn đến Leiston, và đừng ngại ngùng khi muốn khóc."
Bochkay qua đời vào ngày 9 tháng 1 năm 1981, ở tuổi 64. Ông được hỏa táng và tro cốt được rải ở Vịnh San Francisco.

## Chiến công
| Biên niên sử chiến công | Biên niên sử chiến công | Biên niên sử chiến công | Biên niên sử chiến công | Biên niên sử chiến công | Biên niên sử chiến công |
| Ngày/tháng              | #                       | Loại                    | Vị trí                  | Máy bay                 | Đơn vị chỉ định         |
| ----------------------- | ----------------------- | ----------------------- | ----------------------- | ----------------------- | ----------------------- |
| 5 tháng 3, 1944         | 0.15                    | Focke-Wulf Fw 190       | Bordeaux, Pháp          | P-51B Mustang           | 363 FS, 357 FG          |
| 6 tháng 3, 1944         | 2                       | Messerschmitt Bf 110    | Berlin, Đức             | P-51B                   | 363 FS, 357 FG          |
| 8 tháng 4, 1944         | 1                       | Messerschmitt Bf 109    | Brunswick, Đức          | P-51B                   | 363 FS, 357 FG          |
| 11 tháng 4, 1944        | 0.5                     | Bf 109                  | Magdeburg, Đức          | P-51B                   | 363 FS, 357 FG          |
| 24 tháng 4, 1944        | 1                       | Bf 109                  | Munich, Đức             | P-51B                   | 363 FS, 357 FG          |
| 29 tháng 6, 1944        | 1                       | Bf 109                  | Schöningen, Đức         | P-51B                   | 363 FS, 357 FG          |
| 5 tháng 7, 1944         | 1                       | Bf 109                  | Rouen, Pháp             | P-51C Mustang           | 363 FS, 357 FG          |
| 5 tháng 7, 1944         | 1                       | Fw 190                  | Rouen, Pháp             | P-51C                   | 363 FS, 357 FG          |
| 25 tháng 7, 1944        | 1                       | Bf 109                  | Paris, Pháp             | P-51D Mustang           | 363 FS, 357 FG          |
| 29 tháng 7, 1944        | 1                       | Fw 190                  | Merseburg, Đức          | P-51D                   | 363 FS, 357 FG          |
| 5 tháng 12, 1944        | 2                       | Fw 190                  | Berlin, Đức             | P-51D                   | 363 FS, 357 FG          |
| 9 tháng 2, 1945         | 1                       | Messerschmitt Me 262    | Fulda, Đức              | P-51K Mustang           | 363 FS, 357 FG          |
| 18 tháng 4, 1945        | 1                       | Me 262                  | Praha, Tiệp Khắc        | P-51D                   | 363 FS, 357 FG          |

Nguồn: Air Force Historical Study 85: USAF Credits for the Destruction of Enemy Aircraft, World War II

## Huân chương
|                                                                             | |  |
| Bronze oak leaf cluster · Bronze oak leaf cluster · Bronze oak leaf cluster | Silver oak leaf cluster · Silver oak leaf cluster · Bronze oak leaf cluster · Bronze oak leaf cluster |  |
| Bronze oak leaf cluster · Bronze oak leaf cluster                           | |  |
| Silver star · Bronze star                                                   | |  |
|                                                                             | Bronze oak leaf cluster · Bronze oak leaf cluster · Bronze oak leaf cluster · Bronze oak leaf cluster |  |

| Phù hiệu phi công                                                                              |                                                                              |                                                                                           |
| Huân chương Thập tự phi hành xuất sắc cùng 3 cụm lá sồi đồng                                   | Huân chương Không quân cùng hai cụm lá sồi bạc và đồng                       | Huân chương chương không quân (cần có ruy băng thứ hai để tạo khoảng cách giữa quân phục) |
| Biểu dương Đơn vị Tổng thống cùng 2 cụm lá sồi đồng                                            | Huân chương Phục vụ Quốc phòng Hoa Kỳ                                        | Huân chương Chiến dịch Mỹ                                                                 |
| Huân chương Chiến dịch Châu Âu – Châu Phi – Trung Đông với các ngôi sao chiến dịch bạc và đồng | Huân chương Chiến công Thế chiến II                                          | Huân chương Quân đội chiếm đóng with 'Germany' clasp                                      |
| Huân chương Phục vụ Quốc phòng                                                                 | Huân chương Phục vụ Tuổi thọ Hàng không và Không gian cùng 4 cụm lá sồi đồng | Croix de Guerre với nhành dương liễu (Pháp)                                               |